# Erepsia heteropetala
Erepsia heteropetala es una especie de planta suculenta perteneciente a la familia de las aizoáceas. Es originaria de Sudáfrica.

## Descripción
Es una planta suculenta perennifolia de pequeño tamaño que alcanza los 20 cm de altura a una altitud de 400 - 1300 metros en Sudáfrica.

## Taxonomía
Erepsia heteropetala fue descrito por (Haw.) Schwantes y publicado en Bothalia 30(1): 38. 2000.
Sinonimia
- Erepsia montana (Schltr.) Schwantes
- Mesembryanthemum heteropetalum Haw. (1803) basónimo
- Mesembryanthemum montanum Schltr. (1899)[2][3]